# Ancistrus heterorhynchus
Az Ancistrus heterorhynchus a sugarasúszójú halak (Actinopterygii) osztályának harcsaalakúak (Siluriformes) rendjébe, ezen belül a tepsifejűharcsa-félék (Loricariidae) családjába tartozó faj.

## Előfordulása
Az Ancistrus heterorhynchus Dél-Amerikában fordul elő. A Madre de Dios nevű folyóba ömlő Inambari-folyóban lelhető fel. Peru egyik endemikus hala.

## Megjelenése
Ez a tepsifejűharcsafaj legfeljebb 6,3 centiméter hosszú.

## Életmódja
Kizárólag a magashegyi édesvizeket kedveli. Mint a többi algaevő harcsafaj, a víz fenekén él és keresi meg a táplálékát.